# 野中到 (原子物理学者)
野中 到（のなか いたる、1910年2月1日 - 1989年7月22日）は、日本の原子物理学者で、東京大学の原子核研究所長も務めた。

## 略歴
新潟県長岡市出身。1933年東京帝国大学理学部物理学科卒業。1944年「速い中性子の散乱について(英文)」で東大理学博士。東芝電気中央研究所、1950年九州大学理学部助教授、教授、1961年東京大学教授兼原子核研究所長。1971年定年退官、名誉教授、千葉大学教授。1975年定年退官。原子核やX線の研究をした。1982年勲二等瑞宝章受章。

## 著書
- 『速い中性子の散乱』小山書店 理化集報 1948
- 『核物理学』培風館 1956

## 参考
- 野中到「来し方をかえりみて」『日本物理学会誌』第30巻第7号、日本物理学会、1975年7月、p489-496、ISSN 00290181、NAID 110002073572。